# 首爾三星雷霆
首爾三星雷霆（韓語：서울 삼성 썬더스）為韓國職業籃球隊，以韓國首爾特別市作為球隊所在地，參加韓國籃球聯賽。首爾三星雷霆曾於2001年與2006年奪得KBL總冠軍。